# Matthew Barton
Matthew Barton (ur. 18 grudnia 1991 w Sydney) – australijski tenisista.

## Kariera tenisowa
W przeciągu kariery wygrał jeden singlowy turniej rangi ATP Challenger Tour.
W 2013 roku zadebiutował w imprezie Wielkiego Szlema podczas turnieju Australian Open w grze podwójnej. Startując w parze z Johnem Millmanem dotarł do drugiej rundy turnieju.
W 2016 roku po wygraniu trzech meczach w kwalifikacjach awansował do turnieju głównego Wimbledonu. Po pokonaniu Albano Olivetti'ego dotarł do drugiej rundy turnieju, w której przegrał z Johnem Isnerem.
Najwyżej sklasyfikowany w rankingu gry pojedynczej był na 183. miejscu (10 października 2016), a w klasyfikacji gry podwójnej na 306. pozycji (18 marca 2013).

### Zwycięstwa w turniejach ATP Challenger Tour w grze pojedynczej
| Końcowy wynik | Nr | Data          | Turniej    | Nawierzchnia | Przeciwnik | Wynik finału |
| ------------- | -- | ------------- | ---------- | ------------ | ---------- | ------------ |
| Zwycięzca     | 1. | 4 lutego 2013 | West Lakes | Twarda       | James Ward | 6:2, 6:3     |